# Mały romans
Mały romans (ang. A Little Romance) – francusko-amerykańska komedia romantyczna z 1979 roku w reżyserii George’a Roya Hilla, zrealizowana na podstawie powieści Claude’a Klotza. Zdjęcia kręcono w Wenecji, Weronie, Paryżu oraz na zamku Vaux-le-Vicomte w Maincy.

## Obsada
- Laurence Olivier – Julius
- Diane Lane – Lauren King
- Thelonious Bernard – Daniel Michon
- Arthur Hill – Richard King
- Sally Kellerman – Kay King
- Broderick Crawford
- David Dukes – George de Marco
- Andrew Duncan – Bob Duryea
- Claudette Sutherland – Janet Duryea
- Graham Fletcher-Cook – Londet
- Ashby Semple – Natalie Woodstein
- Claude Brosset – Michel Michon
- Jacques Maury – Inspektor Leclerc

## Nagrody i nominacje
Oscary za rok 1979
- Najlepsza muzyka – Georges Delerue
- Najlepszy scenariusz adaptowany – Allan Burns (nominacja)

Złote Globy 1979
- Najlepszy aktor drugoplanowy – Laurence Olivier (nominacja)
- Najlepsza muzyka – Georges Delerue (nominacja)